# 斯特留基夫卡
47°40′0″N 34°53′20″E / 47.66667°N 34.88889°E
斯特留基夫卡（烏克蘭語：Стрюківка），是烏克蘭中部的村莊，隸屬第聶伯羅彼得羅夫斯克州的尼科波爾區。該村距離維沃多韋和新巴甫利夫卡2.5公里，海拔高度108米，2001年人口297。